# Саргая (Башкортостан)
Саргая (баш. Һарғая) — деревня в Бурзянском районе Республики Башкортостан Российской Федерации. Входит в состав Кулганинского сельсовета.

## География

### Географическое положение
Расстояние до:
- районного центра (Старосубхангулово): 49 км,
- центра сельсовета (Кулганино): 23 км,
- ближайшей железнодорожной станции (Белорецк): 115 км.

## История
До 1998 года деревня входила в состав Кипчакского сельсовета. 
Является центральной усадьбой Башкирского заповедника. Проезд в деревню уже много лет  происходит через единственный КПП заповедника. 
Главная достопримечательность: музей заповедника с прекрасными чучелами зверей.

## Население
| 2002 | 2009 | 2010 |
| ---- | ---- | ---- |
| 168  | ↗176 | ↘146 |